# Santo Antônio do Rio Abaixo
Santo Antônio do Rio Abaixo é um município brasileiro do estado de Minas Gerais. Sua população estimada em 2010 era de 1.777 habitantes.

## História
Em 1695, o bandeirante Borba Gato descobre ouro em Sabará. Em seguida, Borba Gato explora o rio Santo Antônio, no município de Ferros, onde fixa residência (povoado Borba Gato). Com ele, outros desbravadores vieram e foram encontrando em abundância, o ouro aluvião, no rio Santo Antônio. Por ter sido construído seguindo as correntes das águas, recebeu a denominação de Santo Antônio do Rio Abaixo. A expedição que fundou a cidade se compunha de bandeirantes portugueses das famílias Duarte e Alvarenga. Os bandeirantes iniciaram a mineração de ouro nas terras da Fazenda Morro Grande, construindo seus casebres, formando, assim, um pequeno povoado. Já no ano 1787, com uma população fixada à margem do rio Santo Antônio, estimada para cima de 400 pessoas, José Ferreira Santiago, dirigiu-se ao rei pedindo licença para levantar uma capela que servisse para ele e seus vizinhos. Seu pedido foi aceito em 10 de março de 1788. Mais tarde, elevou-se à categoria de vila e tornou-se distrito de Conceição do Mato Dentro, em 04 de janeiro de 1875.

### Emancipação
A criação do município de Santo Antônio do Rio Abaixo se deu no dia 30 de dezembro de 1962. A instalação do mesmo se deu no dia 1º de março de 1963. Em 30 de junho, houve as primeiras eleições para prefeito, vice-prefeito e para os vereadores da Câmara Municipal, sendo empossados no dia 03 de setembro de 1963.

## Geografia
Situada na bacia do Rio Doce, Santo Antônio do Rio Abaixo está a 190 km de Belo Horizonte, pelas MG-010, BR-381 e BR-120. Situada entre morros e serras, é uma típica e pequena cidade do interior de Minas Gerais, embora desde os anos 80 venha perdendo grande parte do seu casario típico para construções de alvenaria. As últimas perdas arquitetônicas foram o moinho, na entrada da cidade, e a casa paroquial, casa em estilo colonial, que, ao lado da igreja, era, certamente, a casa mais antiga da cidade. Atualmente, as construções mais antigas se restringem aos casarões das fazendas em torno da cidade e a igreja matriz.
O ponto mais alto próximo da cidade é a Serra do Cristal, com cerca de 900m de altitude. O cerrado e a mata atlântica são os principais biomas da cidade. O rio Santo Antônio é o principal rio da cidade e suas águas com corredeiras são a grande atração da cidade. O esgoto produzido pela cidade ainda não é tratado e é despejado bruto no Rio Santo Antônio.
Nos limites do município, há o rio de Peixe, cujas cascatas e cachoeiras atraem muitos turistas todos os anos.

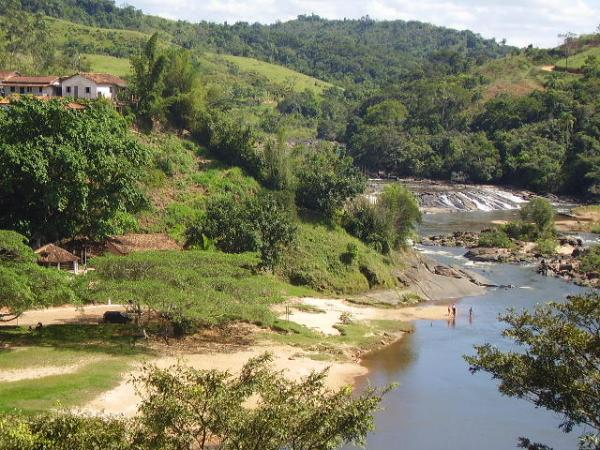
Balneário Benedito Martins Leite, principal ponto turístico da cidade

## Administração
- Prefeito: Alexandre Rodrigues de Souza
- Vice-prefeito: Rilton Carlos de Alvarenga
- Presidente da Câmara: ?

### Bairros
- Bairro Centro
- Bairro Boa Vista
- Bairro Cidade Nova
- Bairro Beira d' água

### Logradouros
Avenidas
- Avenida Manoel Oliveira Santos
- Avenida Valdir Alvarenga Quintão

Praças
- Praça Alcino Quintão
- Praça Joaquim Coelho de Sousa

Ruas
- Rua Nelson Edson Porto
- Rua Horácio Bittencourt
- Rua Major Quintão
- Rua Silvestre da Costa Lage

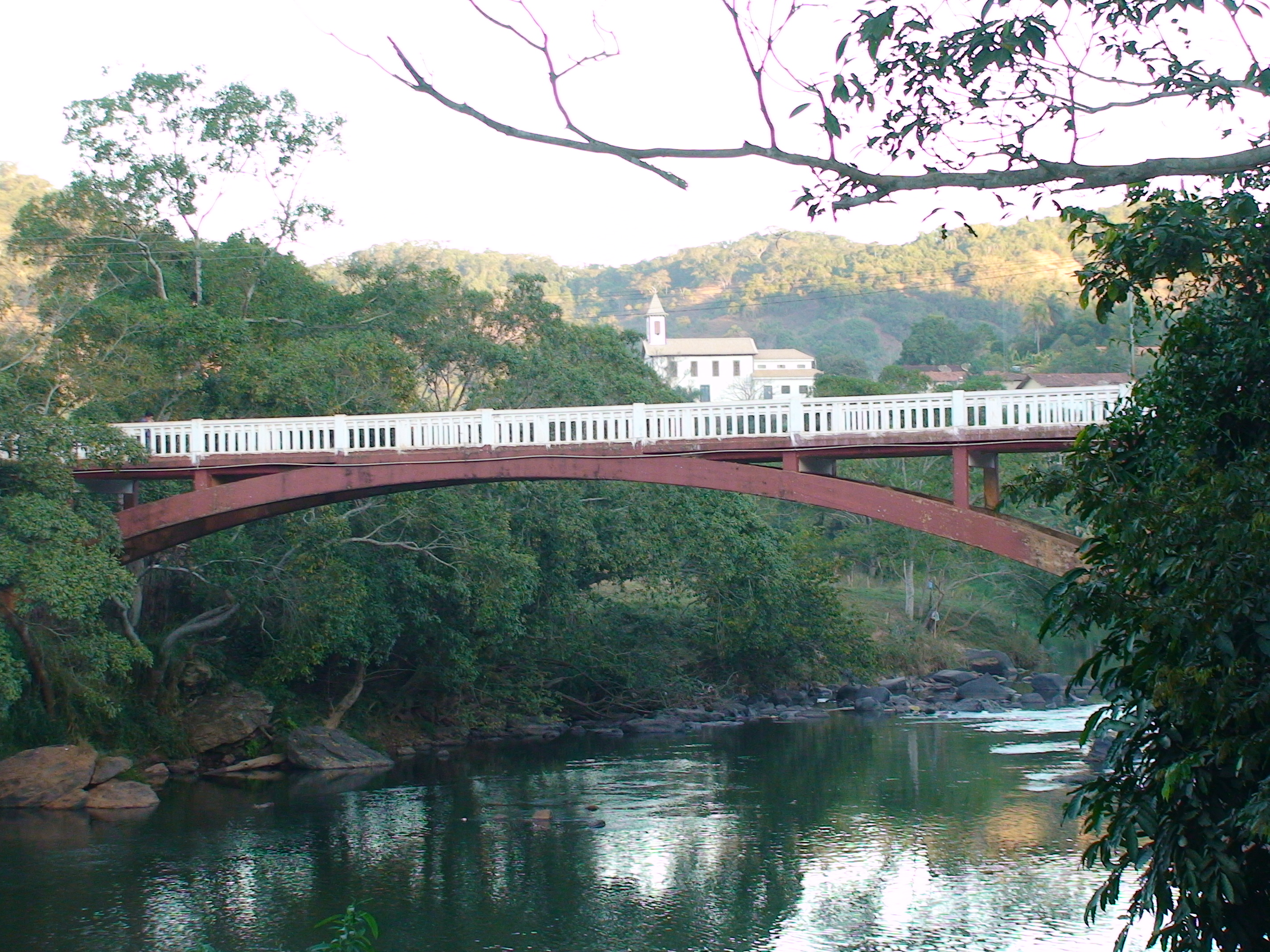
Ponte construída há quase um século sobre o Rio Santo Antônio, um dos poucos testemunhos arquitetônicos do início do século passado que sobreviveram ao crescimento de Santo Antônio do Rio Abaixo.

- Rua Mestra Josefina Augusta dos Santos
- Rua Joaquim Duarte Neto
- Rua Joaquim Pereira Chaves
- Rua João Paulo de Andrade
- Rua Damaso de Azevedo
- Rua José Pedro Oliveira Santos
- Rua José Augusto Rodrigues
- Rua Antônio de Oliveira Quintão
- Rua Dácio de Oliveira Quintão
- Rua Bento Ribeiro de Araújo
- Rua José de Sousa Gomes
- Estrada municipal do Batalhão

## Turismo
Santo Antônio do Rio Abaixo possui vários atrativos turísticos:

### Cachoeiras

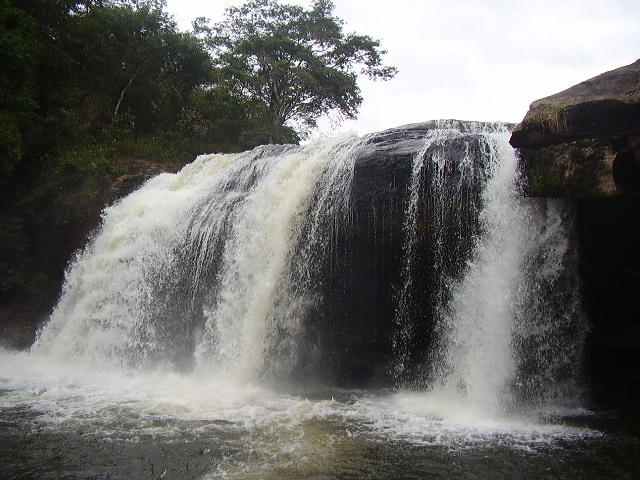
Cachoeira do Chuvisco

- Cachoeira do Cristal
- Cachoeira do Chuvisco
- Cachoeira da Bahia

### Praias fluviais

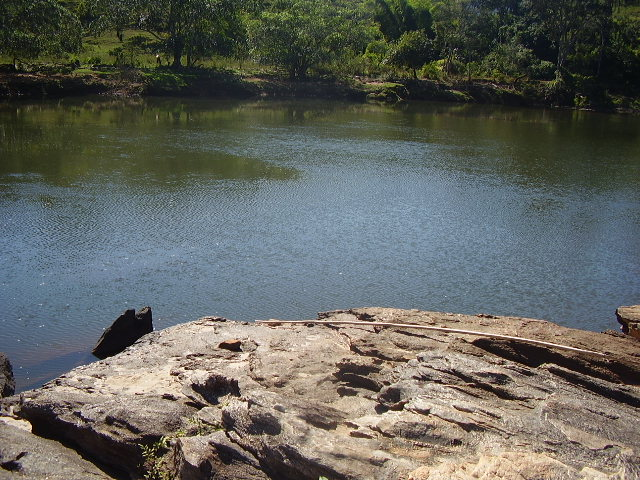
Poço do Limão.

- Balneário Benedito Martins Leite
- Praia do Tabuleiro
- Praia dos Vieira
- Poço do Limão